# Jean Guillaume Bruguière

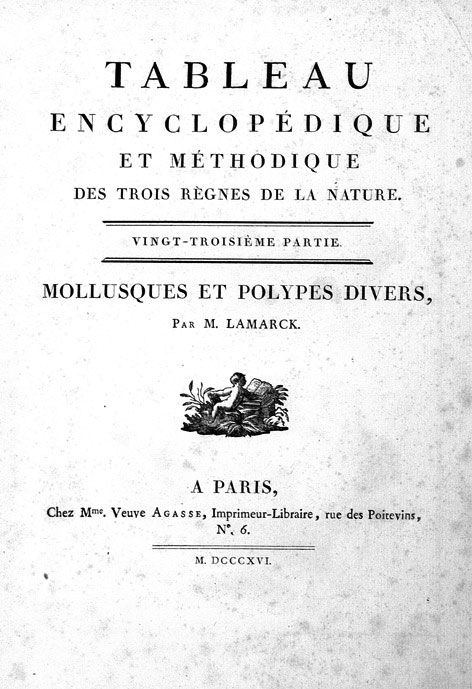
Capa do livro "Tableau Encyclopédique et Methodique des Trois Règnes de la Nature"

Jean Guillaume Bruguière ou Jean-Guillaume Bruguière (Montpellier, 1749 ou 1750 – Ancône, outubro de 1798) foi um médico, naturalista e diplomata francês.

## Vida
Bruguière foi médico vinculado à Universidade de Montpellier, tinha interesse em invertebrados, principalmente caracóis.
Ele acompanhou o explorador Kerguelen-Trémarec em sua primeira viagem à Antártica em 1773. Em 1790, junto ao entomologista Guillaume-Antoine Olivier participou de uma expedição à Pérsia, passando pelo Império Otomano (Turquia, Síria, Iraque, Egito). Mas com sua saúde debilitada, não o permitiu continuar. Ele foi convidado pelo Diretório Francês a tentar estabelecer uma Aliança Franco-Persa, mas não teve sucesso, pois não tinha o treinamento de um diplomata. Ele foi a óbito na viagem de volta.
Descreveu várias taxóns em seu livro Tableau Encyclopédique et Méthodique des trois Règnes de la Nature: vers, coquilles, molusques et polypes divers, que apareceu em três volumes em 1827, muito depois de sua morte.
Em Montpellier, estudou moluscos e escreveu até a letra "C" o primeiro volume de Encyclopédie Méthodique: Histoire Naturelle Des Vers (1792). Christian Hee Hwass continuou seu trabalho e escreveu a maior parte dele. 
Bruguière morreu em Ancona em outubro de 1798 (e não em 1799, como mencionado em algumas fontes; havia uma discrepância devido ao calendário revolucionário francês.
Ele estava principalmente interessado em moluscos e outros invertebrados, como pode ser visto na lista a seguir de táxon que ele nomeou.

## Autoridade
Gêneros
- Anodontites Bruguière, 1792 (molusco)
- Cerithium  Bruguière, 1789 (molusco)
- Cerithium subg. Cerithium Bruguière, 1789 (molusco)
- Corbula Bruguière, 1792 (molusco)
- Lima Bruguière, 1797 (molusco)
- Lingula Bruguière, 1791 (braquiopodo)
- Lucina Bruguière, 1797 (molusco)
- Oliva Bruguière, 1789 (molusco)
- Ortocono Bruguière, 1789 (molusco)
- Ovula Bruguière, 1789 (molusco)
- Terebra Bruguière, 1789 (molusco)

Espécies
- Acanthopleura spinosa (Bruguière, 1792) (molusco)
- Anadara ovalis Bruguière, 1789 (molusco)
- Anodontites crispata Bruguière, 1792 (molusco)
- Arca imbricata Bruguière, 1789 (molusco)
- Balanus crenatus Bruguière (crustace)
- Balanus perforatus Bruguière (crustacea)
- Batillaria zonalis Bruguière, 1792 (molusco)
- Beroe ovata Bruguière, 1789 (Ctenophora)
- Bulla striata Bruguière, 1789 (molusco)
- Bullia miran Bruguière, 1789 (molusco)
- Cardita ajar Bruguière, 1792 (molusco)
- Cardium ringens Bruguière, 1789 (molusco)
- Cassidula aurisfelis Bruguière, 1789 (molusco)
- Cerithium eburneum Bruguière, 1792 (molusco)
- Cerithium vulgatum Bruguière (molusco)
- Chaetopleura spinosa Bruguière, 1792 (molusco)
- Concholepas concholepas Bruguière, 1792 (molusco)
- Chondrina avenacea Bruguière, 1792 (molusco)
- Conus arenatus Hwass in Bruguière, 1792 (molusco)
- Conus catus Hwass in Bruguière, 1792 (molusco)
- Conus gubernator Hwass in Bruguière, 1792 (molusco)
- Conus pulcher siamensis Hwass in Bruguière, 1792 (molusco)
- Diplodon granosus Bruguière, 1792 (molusco)
- Gourmya vulgata Bruguière, 1789 (molusco)
- Lingula anatina Lamarck, 1801 (braquiopoda)
- Micromelo undata Bruguière, 1792 (molusco)
- Partula otaheitana Bruguière, 1792 (molusco)
- Perrona nifat Bruguière, 1792 (molusco)
- Placenta placuna Bruguière, 1792 (molusco)
- Retusa truncatula Bruguière, 1792 (molusco)
- Scapharca inaequivalvis Bruguière (molusco)
- Serripes groenlandicus Bruguière, 1789 (molusco)
- Solatopupa similis Bruguière, 1792 (molusco)
- Sphyradium doliolum Bruguière, 1792 (molusco)
- Subulina octona Bruguière, 1792 (molusco)
- Terebralia sulcata Bruguière, 1792 (molusco)

### Epônimos
Gêneros
- Bruguiera (árvore de mangue da família Rhizophoraceae) foi nomeada por Jean-Baptiste de Lamarck em sua homenagem. O Pico Bruguière na Antártica deve o seu nome também a Jean Guillaume Bruguière.

Espécies
- (Apiaceae) Oliveria bruguieri Jaub. & Spach[2]

- (Aristolochiaceae) Aristolochia bruguieri Jaub. & Spach[3]

- (Fabaceae) Astragalus bruguieri Boiss.[4]

- (Fabaceae) Tragacantha bruguieri Kuntze[5]

- (Lamiaceae) Phlomis bruguieri Desf.[6]

- (Rubiaceae) Gaillonia bruguieri A.Rich. ex DC.[7]

- (Rubiaceae) Plocama bruguieri (A.Rich. ex DC.) M.Backlund & Thulin[8]

- (Sterculiaceae) Glossostemon bruguieri Desf.[9]

- (Zygophyllaceae) Fagonia bruguieri DC.[10]